# 李開杰
李開杰，美國陸軍上校，軍旅生涯及駐外經驗多與亞太地區相關，曾於美國在台協會、美國駐華大使館及美國駐香港總領事館等多個海外機構擔任駐外軍官，通曉中文。

## 經歷
李開杰擁有史丹佛大學東亞研究文學碩士、密蘇里科技大學環境工程理學碩士及聖母大學機械工程理學士學位。他以戰鬥工兵軍官身分加入美國陸軍，於夏威夷和韓國服役時配屬於重型建設、機械化工兵及輕工兵部隊，亦曾於美國太平洋陸軍參謀部服務，1995年時曾隨軍派遣至柬埔寨。
由戰鬥工兵轉職為涉外區務官後，李開杰先後擔任美國駐華大使館軍事研究員、美國駐香港總領事館陸軍聯絡官等職，亦於美國在台協會台北辦事處擔任聯絡事務組組長，任內所管業務相當於駐台高級防務官兼國防武官（SDO/DATT）。李開杰於駐台期間，於2016年代表美方接受中華民國總統馬英九為1954年九三砲戰期間殉職的美軍顧問團軍官——孟登道中校（Alfred Medendorp）及法蘭克·林恩中校（Frank W. Lynn）——所頒贈的保衛台灣紀念章。
除軍事外交工作外，李開杰的其餘履歷尚包括駐伊拉克巴格達指揮聯絡組（Command Liaison Element）執行官、堪薩斯州萊文沃思堡陸軍大學助理教授，2019年起在夏威夷擔任亞太安全研究中心軍事作戰副院長及高階軍事教授。

## 功勳
李開杰於美國陸軍服役生涯中獲得國防部優異服役勳章、銅星勳章、國防部軍功獎章（2）、美軍功績獎章（2）、美軍傘兵徽章及遊騎兵章等多項功勳。